# Galag, Devadurga
Galag là một làng thuộc tehsil Devadurga, huyện Raichur, bang Karnataka, Ấn Độ.